# M898
M898 är en motorväg i Storbritannien. Detta är en kortare motorväg på 800 meter som utgår från motorvägen M8 och går till bro som heter Erskine Bridge. Motorvägen går i området runt Glasgow i Skottland. Denna motorväg öppnades 1975.